# Museo de la Ciencia Phillip y Patricia Frost
El Museo de la Ciencia Phillip y Patricia Frost (en inglés: Phillip and Patricia Frost Museum of Science), conocido antiguamente como Museo de la Ciencia de Miami (en inglés: Miami Science Museum) o Museo de la Ciencia y Planetario de Tránsito Espacial de Miami (en inglés: Miami Science Museum and Space Transit Planetarium), es un museo de ciencia, planetario y acuario situado en Miami (Florida, Estados Unidos). El museo abrió originalmente en 1960 en Coconut Grove, frente a la Villa Vizcaya. En 2017 se trasladó al Maurice A. Ferré Park en la zona del Downtown, al lado del Pérez Art Museum Miami, tras el cierre de su sede de Coconut Grove en 2015.

## Historia
En 1950, la Junior League of Miami abrió el Museo Junior de Miami (en inglés: Junior Museum of Miami). Estaba situado en una casa en la esquina del Biscayne Boulevard y la calle 26 Noreste. Las mujeres de la Junior League lo pusieron en marcha con poco dinero y muchas horas de voluntariado. Las exposiciones estaban compuestas por objetos donados o prestados, como una colmena de abejas melíferas que colgaba de una ventana y objetos de seminolas procedentes de la Universidad de la Florida.
En 1952, el museo se trasladó a un espacio más grande en el edificio del Miami Women's Club en North Bayshore Drive. En ese momento fue renombrado Museo de Ciencia e Historia Natural (en inglés: Museum of Science and Natural History). En 1953, se constituyó el Gremio del Museo de Ciencia (en inglés: Guild of the Museum of Science), que añadió voluntarios para asistir al personal, gestionar la tienda del museo, y realizar visitas guiadas y programas de divulgación.

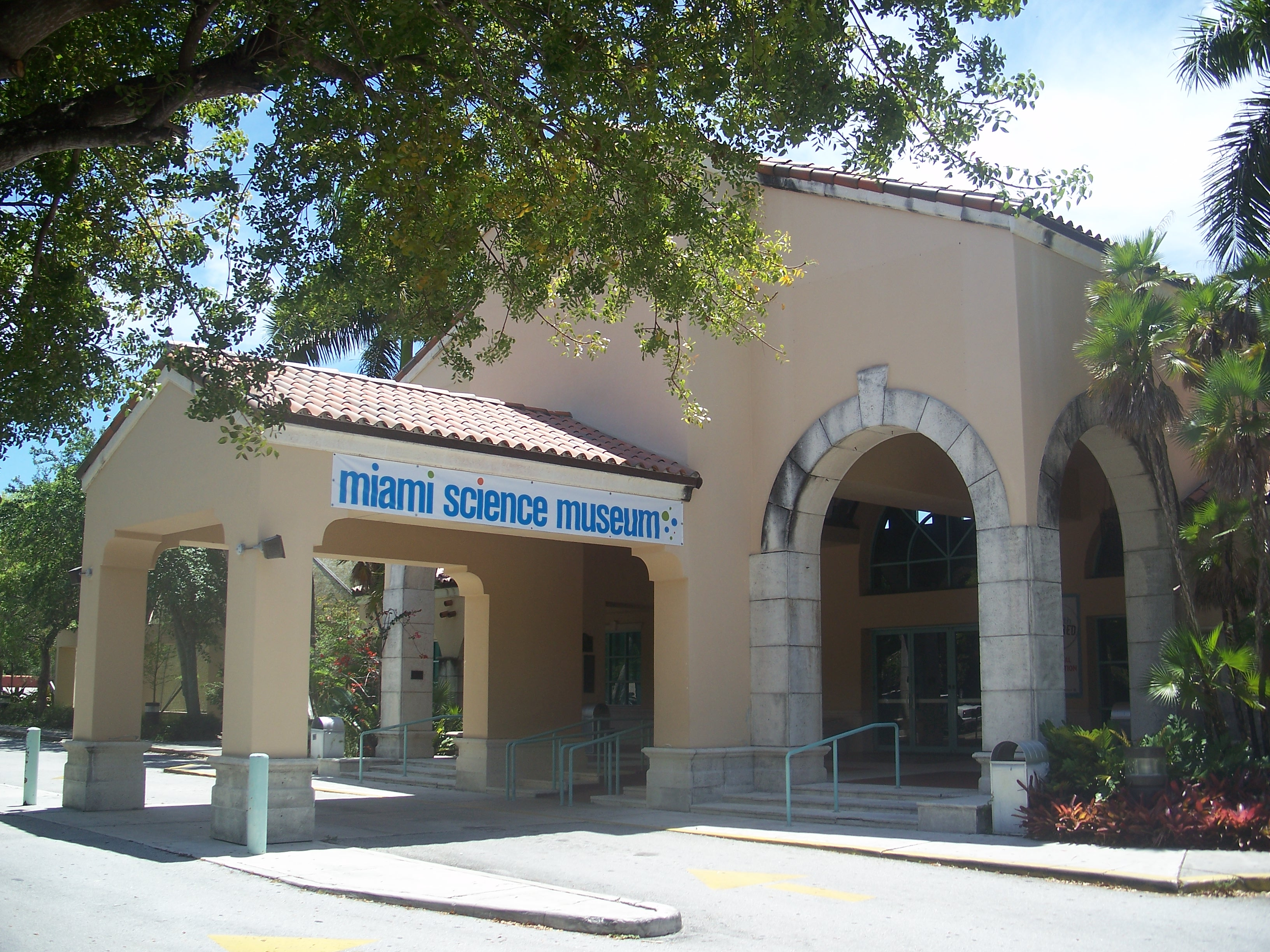
La antigua sede del museo antes de su cierre.

En 1960, el condado de Miami-Dade construyó un nuevo edificio de 4500 m² para el museo en una parcela de 12 000 m² en una zona de Miami llamada Coconut Grove, en una propiedad perteneciente al complejo de la Villa Vizcaya. En 1966, se instaló en el museo el Planetario de Tránsito Espacial con un proyector Spitz modelo B. Uno de los solo doce que se construyeron de su tipo, este proyector fue el único que seguía en funcionamiento cuando el museo cerró en 2015. En este planetario se rodó el programa de televisión nacional de astronomía Star Gazers, presentado por Jack Horkheimer y producido por la estación WPBT de Miami, miembro de la PBS. En 1989, el contrato de alquiler del museo con la Villa Vizcaya fue ampliado por 99 años, hasta 2088.
En 2011, el museo lanzó y albergó por primera vez el Festival Subacuático de Miami (en inglés: Miami Underwater Festival), en asociación con el Festival Mundial de la Imagen Subacuática francés (Festival Mondial de l'Image Sous-Marine). El festival fue fundado y patrocinado por el fotógrafo subacuático Marko Dimitrijevic y su esposa, Shelly.
En 2015, la sede del museo en Coconut Grove cerró en anticipación de la apertura del nuevo museo en 2017. El proyector Spitz fue desmantelado y trasladado al museo HistoryMiami en Downtown Miami, donde fue puesto en exposición permanente.

### Traslado

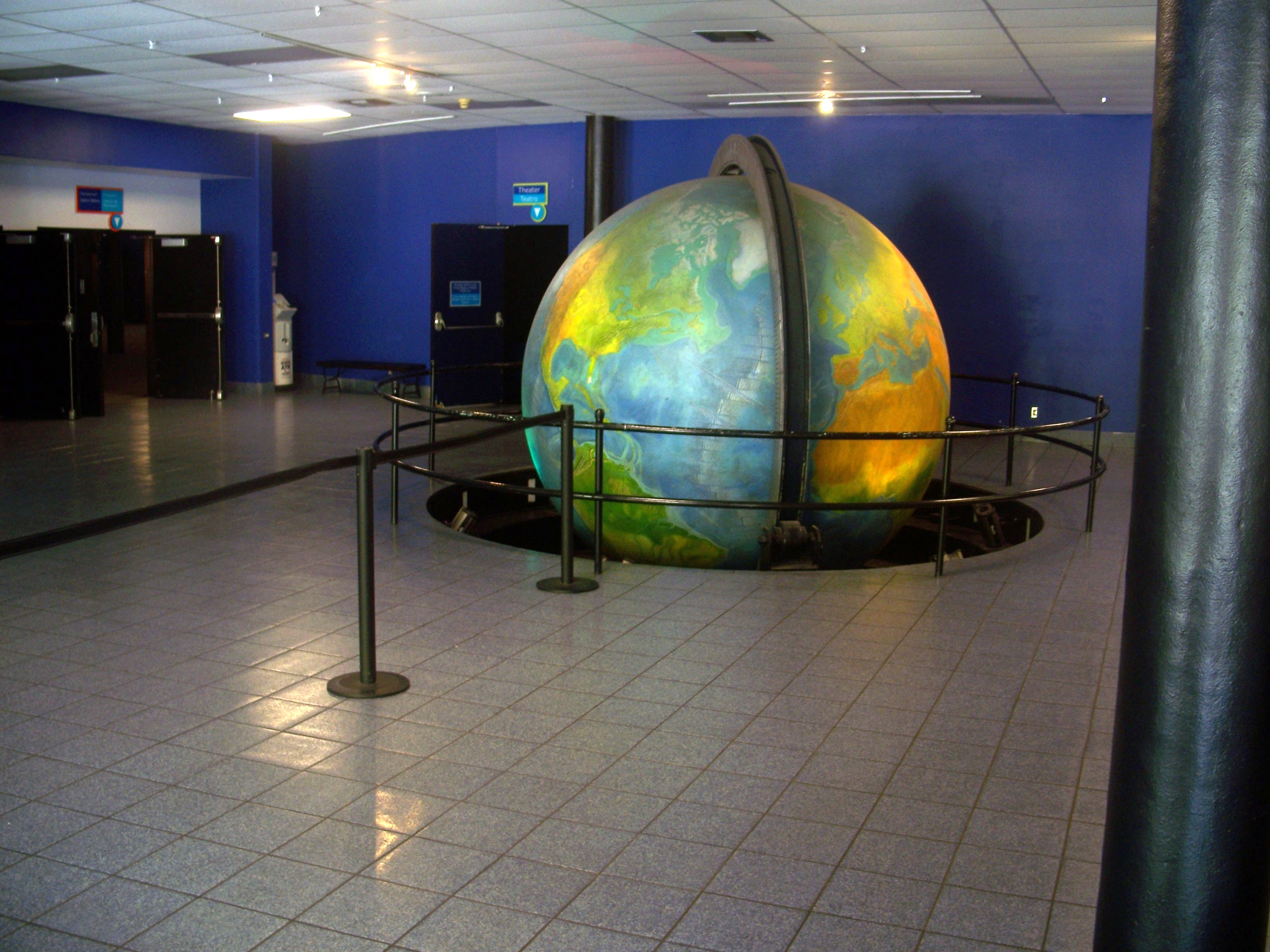
Vestíbulo del Planetario de Tránsito Espacial de Miami antes de su cierre.

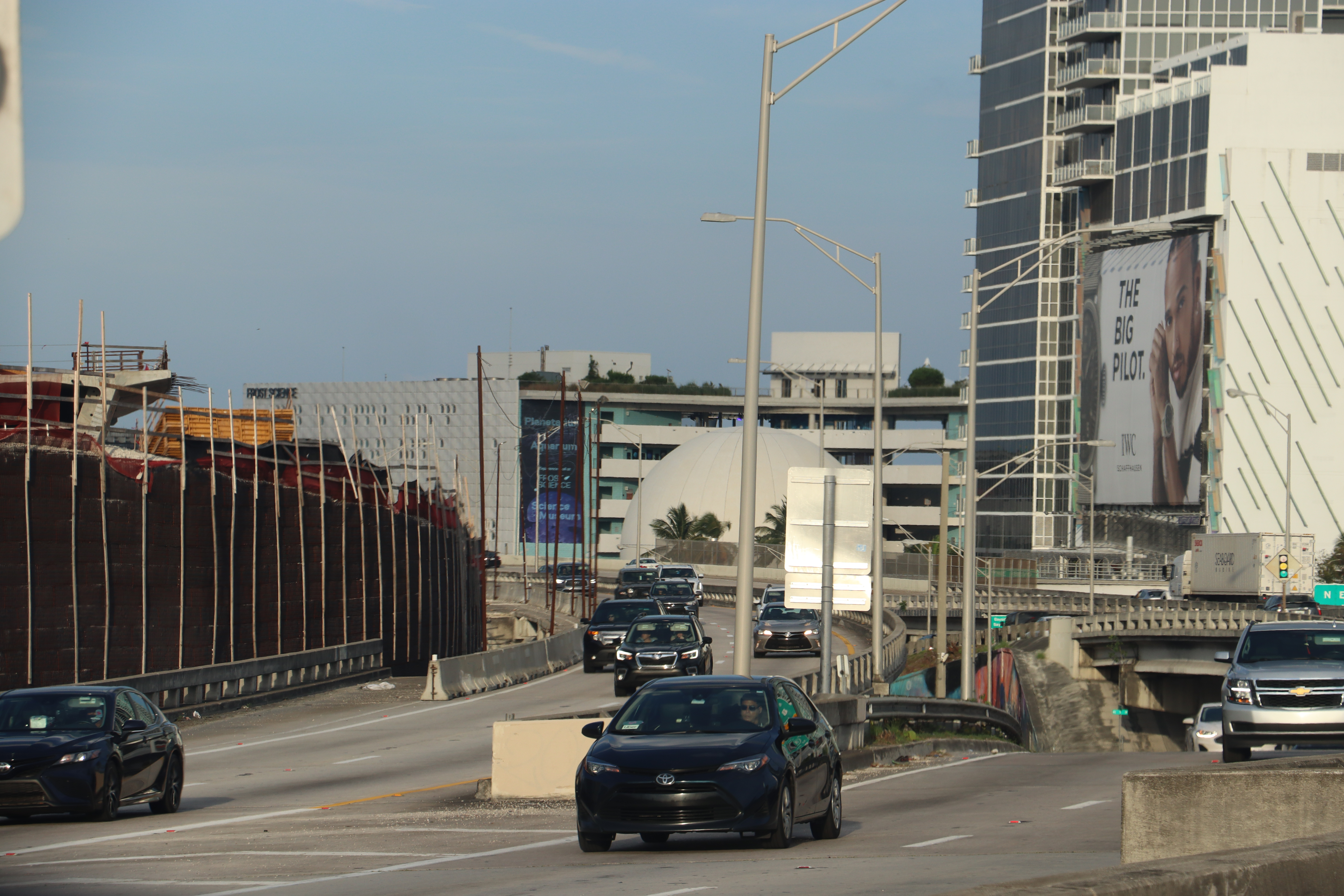
La nueva sede del museo, en el centro de la imagen, con la cúpula del planetario, desde la I-395.

En marzo de 2011, el empresario miamense Phillip Frost y su esposa, Patricia, donaron 35 millones de dólares para la construcción de un nuevo museo de ciencia en Downtown Miami. El museo fue diseñado por el estudio de arquitectura neoyorquino Grimshaw Architects, mientras el estudio local Rodríguez & Quiroga Architects Chartered desempeñó el papel de arquitectos ejecutivos.
Construido con un coste de 305 millones de dólares, el nuevo Museo de la Ciencia Philip y Patricia Frost, de 23 000 m², fue inaugurado el 8 de mayo de 2017 en el Museum Park de Downtown Miami. Situado en una parcela de 16 000 m², el nuevo complejo obtuvo la certificación de construcción sostenible LEED oro y está compuesto por cuatro edificios interconectados con un aparcamiento por debajo:
- El Planetario Frost (en inglés: Frost Planetarium) es una pantalla de cúpula completa con 250 asientos, un diámetro de 20 m y un sistema de proyección 8K con 16 millones de colores.[17][18]
- El acuario, de tres plantas, con forma de cono y 2 000 000 L, está abierto a la planta más alta y tiene una lente ocular de 9 m de diámetro en su parte inferior que permite contemplar los peces, mantas y tiburones.[16][19]
- Las alas norte y oeste contienen galerías para exposiciones permanentes y temporales, servicios para visitantes y miembros, concesiones, la tienda de regalos, oficinas y el Centro de Aprendizaje Knight (en inglés: Knight Learning Center), con cuatro aulas.[16]

A fecha de junio de 2023, la antigua sede del Museo de la Ciencia y Planetario de Tránsito Espacial de Miami ha sido demolida para permitir la construcción del proyecto Vizcaya Village.

## Exposiciones

### Acuario
El museo contiene un acuario de varias plantas que muestra hábitats presentes en el sur de la Florida y sus alrededores. La plataforma superior del acuario contiene ecosistemas fundamentales del sur de la Florida, incluido el Acuario de la Corriente del Golfo, de 30 metros de anchura y 2 000 000 L, donde pueden verse criaturas como dorados, mantas o tiburones martillo, entre otros. El nivel intermedio contiene hábitats como los arrecifes de coral, los manglares y la corriente del Golfo. Hay casi treinta acuarios y embarcaciones interactivas que pretenden demostrar la biodiversidad de los hábitats tropicales y subtropicales. El nivel inferior exhibe el acuario de la Corriente del Golfo, donde flotadores como las medusas se desplazan por la gran corriente que discurre a lo largo de la costa este de la Florida hacia el Atlántico Norte. El acuario culmina en esta planta con una lente ocular de 9 m de diámetro, que constituye el fondo del Acuario de la Corriente del Golfo.

### Planetario

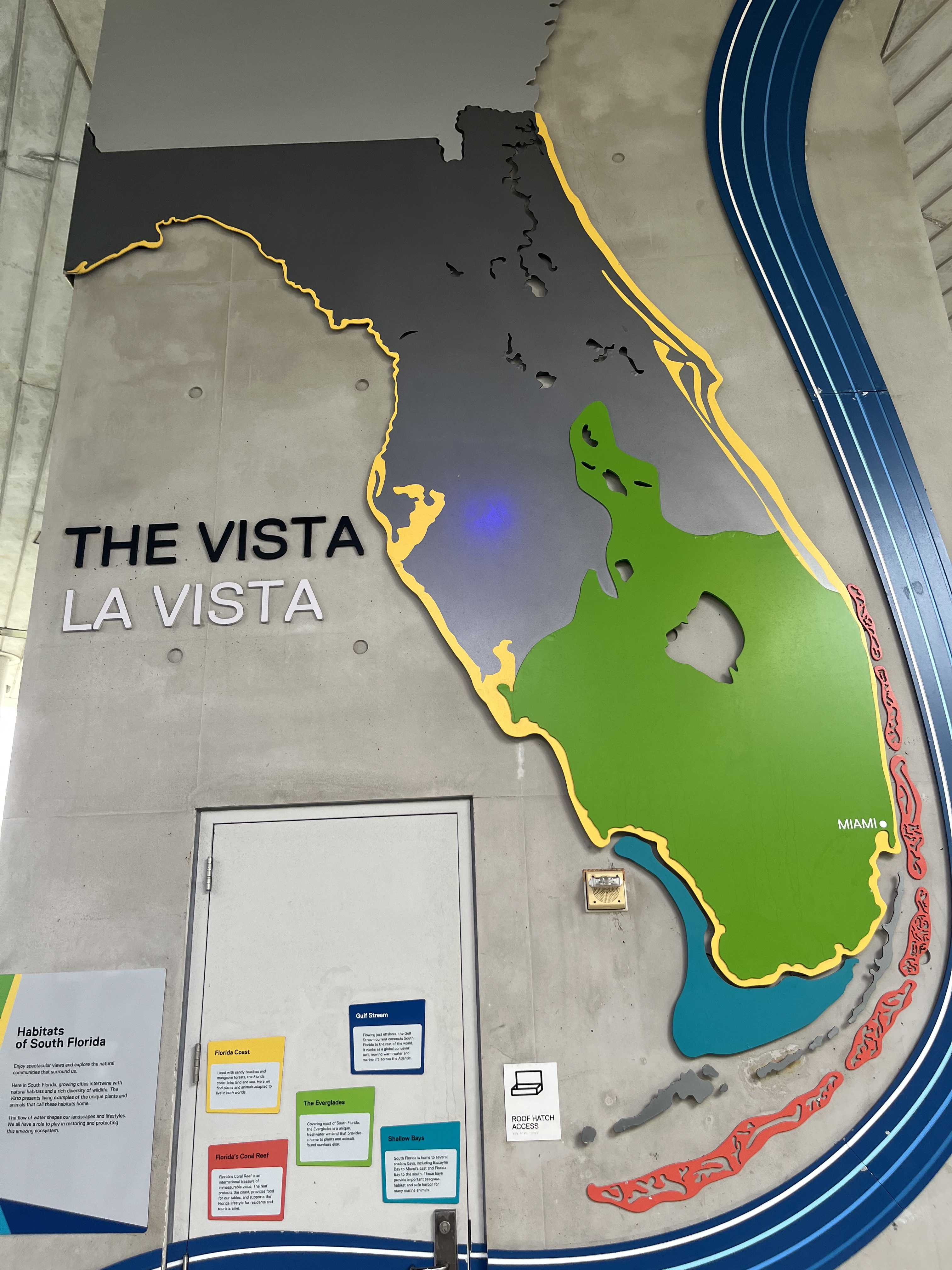
La Vista.

El Planetario Frost tiene 250 asientos y cuenta con seis proyectores 8K de 16 millones de colores, sonido envolvente y una pantalla de cúpula completa de 20 metros de diámetro inclinada 23.5° hacia adelante. El planetario también alberga espectáculos de luces láser en fechas seleccionadas, en las que se proyectan haces de luz láser al ritmo de la música de grupos como Pink Floyd o Queen.

### Poder de la Ciencia
La exposición Poder de la Ciencia (en inglés: Power of Science) expone los logros pasados de científicos e investigadores, así como el futuro de la ciencia. Alberga una serie de exhibiciones interactivas, ejemplares raros, una inmersión profunda en la tabla periódica de los elementos y una muestra de piezas de colección e instrumentos científicos utilizados en varios campos de la ciencia. Los visitantes aprenden sobre el método científico y otros conceptos relacionados. La exposición se centra en cuatro ámbitos principales de la ciencia: el océano, el medio ambiente, el cuerpo humano y el universo.

### El Sistema Solar y Más Allá
El Sistema Solar y Más Allá (en inglés: Solar System and Beyond) expone más de veinte fotografías y renderizaciones artísticas de objetos celestes realizadas por la NASA.

### Plumas hacia las Estrellas
Plumas hacia las Estrellas (en inglés: Feathers to the Stars) expone la historia del vuelo, desde los animales que utilizan alas hasta los humanos que construyen aviones y naves espaciales. La exposición incluye demostraciones de conceptos como la sustentación, la resistencia y el empuje en un pequeño túnel de viento. También contiene una vitrina de cristal con diversos objetos y recuerdos de la NASA.

### meLab
meLab es una exposición interactiva centrada en la salud y el bienestar, que resalta la importancia de tomar buenas decisiones para conseguir unos mejores resultados a largo plazo. La exposición, situada en el ala oeste del museo, está dividida en dos niveles. En la planta 2, los visitantes exploran lo que significa estar saludable y pueden experimentar con distintas elecciones de estilo de vida para ver sus resultados en juegos interactivos diseñados para involucrar a los niños de todas las edades y promover una competencia sana en el aprendizaje. La planta 3 contiene exposiciones más focalizadas que exponen lo que significa la salud al nivel microscópico y académico de la medicina.

### Río de Hierba

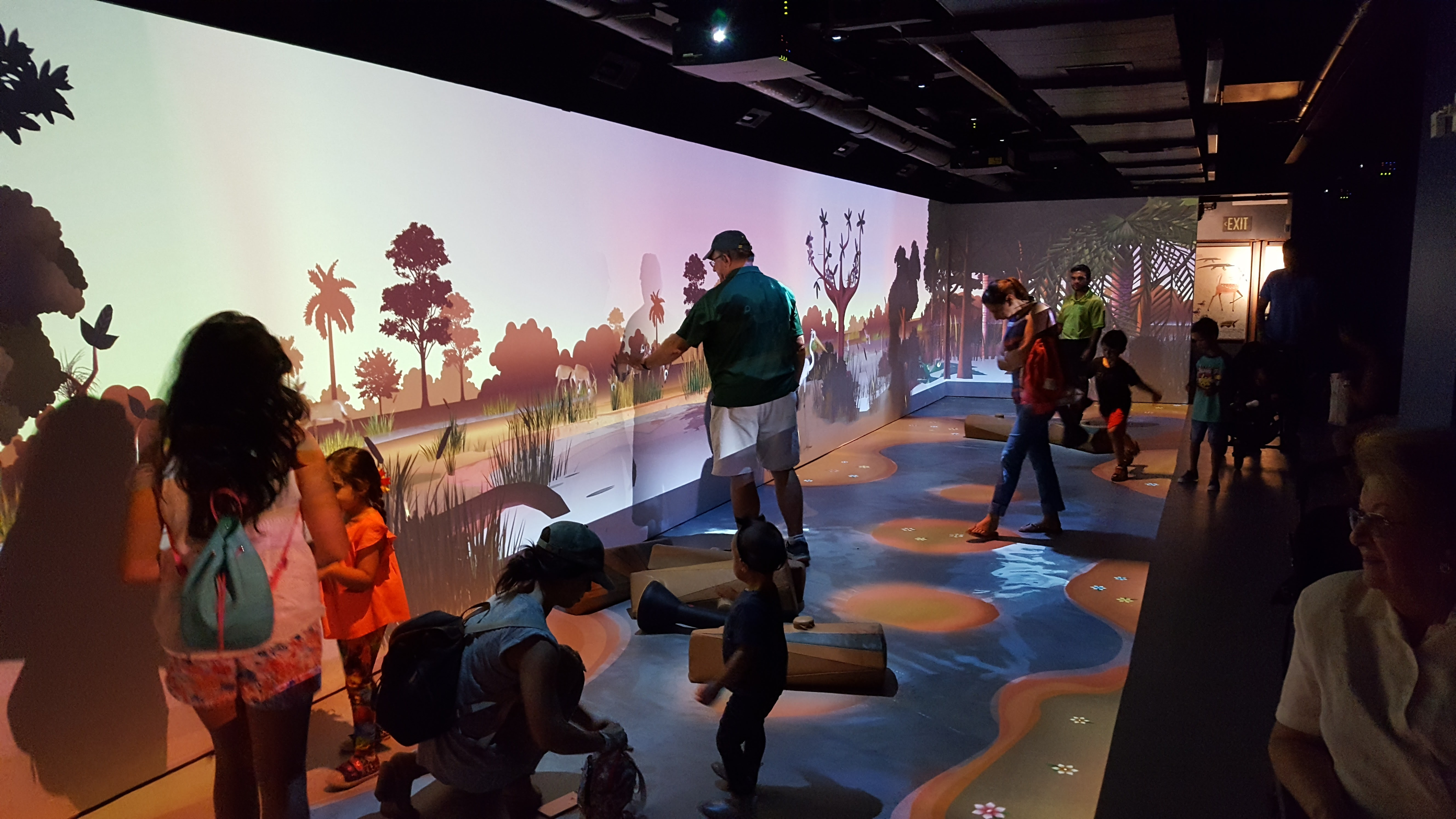
La exposición interactiva Río de Hierba.

El Río de Hierba (en inglés: River of Grass) es una exposición interactiva centrada en los Everglades, destinada principalmente a los niños. La exposición consta de dos espacios: una zona interactiva al aire libre y unos Everglades virtuales en el interior donde personajes animales interactúan con los visitantes y les enseñan conceptos como la biodiversidad usando historias.

### The Sun Spot
Esta exposición enseña a los visitantes sobre la energía solar y el Sol. Está compuesta por seis exhibiciones diferentes que muestran diversas aplicaciones de la energía solar y los diversos métodos para aprovecharla. Esta exposición está situada en la azotea del museo.

### Exposiciones temporales
Hay una gran sala de exposiciones cerca de la entrada del museo que puede albergar eventos temporales.